# Lista de moluscos extintos
Os Moluscos, animais invertebrados tanto aquáticos quanto terrestres, pertencentes ao filo Mollusca, formam o segundo filo de maior diversidade, atrás apenas dos Artrópodes. Atualmente estima-se que haja entre 93 000 e 200 000 espécies viventes, e cerca de 70 000 espécies já extintas.

## Espécies de moluscos extintos

### ClasseGastropoda
Gastrópodes em geral.

#### OrdemMesogastropoda
- Família Hydrobiidae
  - Littoridina gaudichaudii - Souleyet, 1852, Equador, extinto em 1933

##### SubordemStylommatophora
Como exemplo: caracóis e lesmas terrestres.
- Família Bulimulidae
  - Tomigerus gibberulus - (Burrow, 1815), Brasil
  - Tomigerus turbinatus - (Pfeiffer, 1845), Brasil

- Família Megalobulimidae
  - Megalobulimus cardosoi - (Morretes, 1952) - Sul do Brasil, extinto em 1996

- Famíla Odontostomidae
  - Biotocus turbinatus - Brasil
  - Digerus gibberulus - Brasil